# Intervalo semántico
El vacío semántico (del inglés semantic gap) es la diversidad en la precisión del significado de dos descripciones del mismo objeto, debido al uso de lenguajes de expresividad distintos. Esa definición no es unitaria, por lo cual el vacío semántico también puede ser la diferencia entre un objeto real y su modelo científico.
El término es usado en informática, en particular en el contexto de metadatos, la Web semántica y técnica multimedia. La mayoríalas veces se refiere a la dificultad de traducir hechos o descripciones en lenguaje natural a lenguajes formales o modelos científicos.
Por ejemplo, en técnica multimedia el vacío semántico se puede observar en el siguiente ejemplo: 
Un hincha de música rock le dice al vendedor de una tienda de música: «Yo busco algo rápido, con guitarra eléctrica caliente y batería dura.» Es probable que el vendedor entiende ese deseo de su cliente y si conoce la materia va a encontrar un disco adecuado. Si en vez de ahí, el hincha busca en una tienda electrónica tiene que traducir sus preferencias a una lenguaje muy limitada para rellenar los cuadros del buscador, por ejemplo «estilo: rock, tiempo: 176 bpm». La limitación de la lengua formal cambia el significado de la demanda: la clasificación musical de canciones es vaguísimo, y «rápido» es similar pero no equivalente a «176 bpm».

## Terminología
El «Vacío semántico» es conocido principalmente debido al proverbio inglés bridging the semantic gap («creación de un puente sobre el vacío semántico»). El vacío semántico entre dos descripciones puede ser ancho o estrecho dependiente de cuan iguales son sus sentidos.